# Grand sérail d'Alep

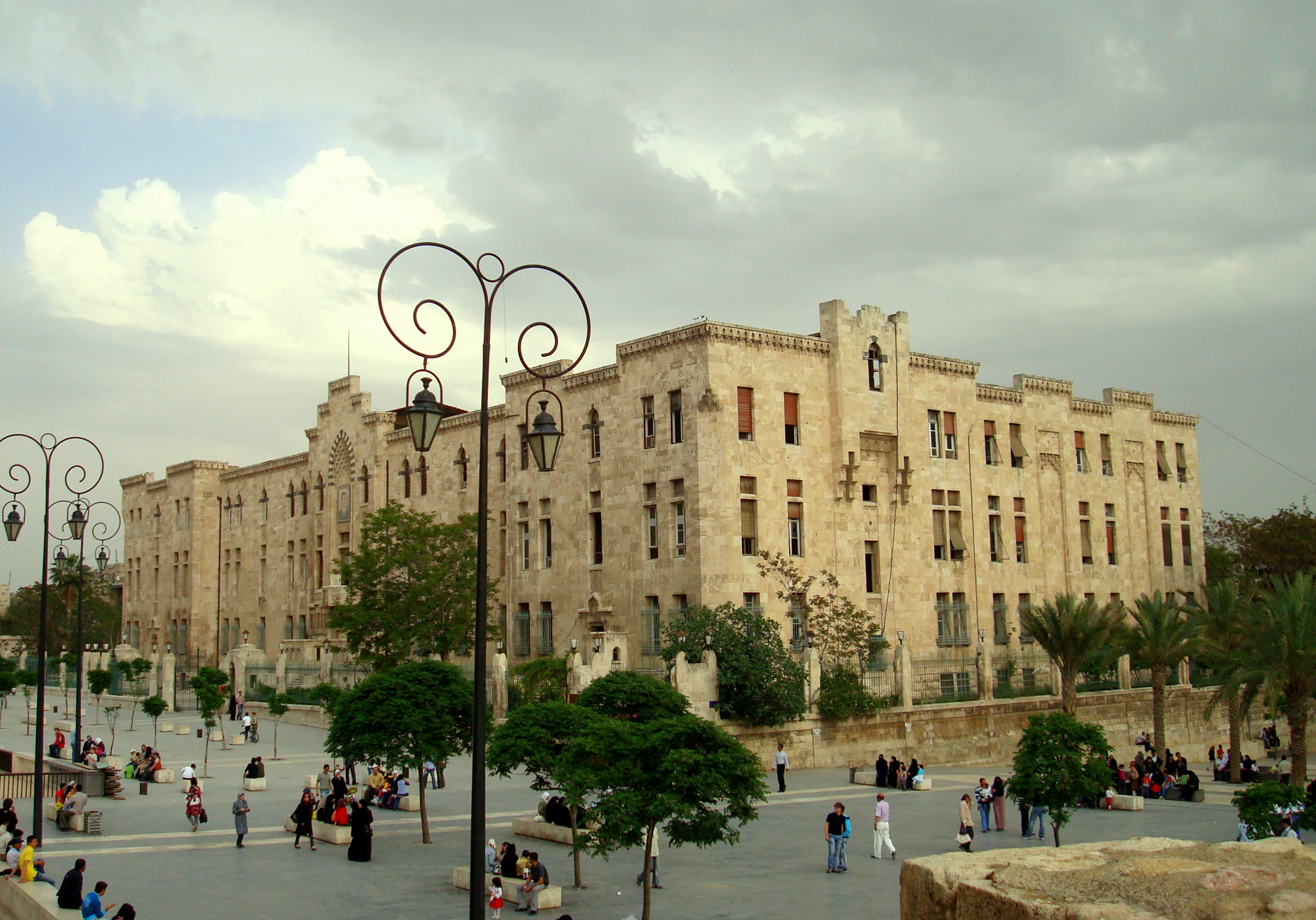
Le grand sérail en 2010.

Le grand sérail d'Alep était un édifice officiel, emblématique de la ville d'Alep en Syrie qui a été entièrement détruit pendant la guerre civile syrienne en 2014. Il se trouvait au sud de la citadelle d'Alep.

## Histoire
La construction du grand sérail débute en 1928 à l'époque du mandat français en Syrie, d'après une idée remontant à septembre 1920, date de la formation de l'État d'Alep sous la houlette du général Gouraud. Les plans sont de la main de l'architecte Kegham Akgoulian, membre de la communauté arménienne de Syrie. L'entrepreneur chargé de la construction est un autre Syro-Arménien, Kévork Baboyan.
L'édifice imposant, qui devait abriter le siège du gouverneur et de la mairie, est inauguré le 15 avril 1933, alors que Nabih Martini est maire. Il est demeuré comme tel, accueillant l'administration locale, jusqu'en 2008, date à laquelle un nouveau bâtiment plus fonctionnel est construit pour le remplacer dans un autre quartier. Le grand sérail est détruit par des explosions en août 2014.